# Mount Cooper, Östantarktis
Mount Cooper är ett berg i Antarktis. Det ligger i Östantarktis. Australien gör anspråk på området. Toppen på Mount Cooper är 1 524 meter över havet.
Terrängen runt Mount Cooper är kuperad åt sydväst, men åt nordost är den platt. Trakten är obefolkad. Det finns inga samhällen i närheten.